# دست شیطان
دست شیطان نام فیلمی به کارگردانی حسین زندباف و نویسندگی نادر ابراهیمی است. این فیلم محصول کشور ایران و تولید سال ۱۳۶۰ می‌باشد. این فیلم ماهیتی ضد آمریکایی دارد.

## خلاصه داستان
پس از ماجرای طبس و عدم موفقیت آمریکا در نجات گروگان‌هایش، جاسوسی تحت عنوان عکاس به ایران وارد شده و سعی دارد از محل نگهداری گروگان‌ها کسب اطلاع کند. مأموران امنیتی رد این جاسوس را پیدا کرده و به بخشی از عکس‌ها و اسلایدهای وی دست می‌یابند و در پی یک عملیات تعقیب و گریز وی را قبل از اینکه از مرز خارج شود دستگیر می‌کنند.